# Abbreviatur
Abbreviatur (latin: abbreviatura, till latin bre’vis, kort) är en förkortning av bokstäver eller ord, förkortningstecken.

## Text
Av de äldre, redan under antiken brukliga abbreviatursystemen, det med sigler (latin: singulae li’tterae), det vill säga bokstäver, som användes istället för hela ord, och det rent stenografiska systemet, Tiros noter (latin: not’ae Tironia’nae), finns tydliga spår i det system, som tillämpades i medeltida latinska handskrifter.
Abbreviaturerna var av olika slag, och så kunde endast den första delen av ett ord skrivas ut och den övriga antydas genom ett förkortningsstreck, eller också kunde flera bokstäver inuti ordet uteslutas och detta antydas genom ett förkortningsstreck. Vidare kunde förkortning ske genom användning av vissa förkortningstecken men även rent stenografiskt.
Även efter boktryckarkonstens uppfinning fortlevde abbreviatursystemet i sina enklare former ända in på 1600-talet.

## Musik
Inom musikalisk notation var abbreviatur förkortning, som i notskrift kan ange
1. upprepad eller fortsatt rörelse
2. tecken för prydnadstoner
3. tecken för flertaktiga pauser
4. anvisningar, som möjliggör förkortning av nottexten, till exempel repristecken